# エドワード・ローゼイ・ミラー
エドワード・ローゼイ・ミラー（Edward Rothesay  Miller、1843年10月29日-1915年8月7日）は、米国長老教会の宣教師である。ミロルとも表記され、日本語では美露生

## 生涯
ミラーはスコットランド系のアメリカ人で、ペンシルベニア州フィラデルフィアで生まれた。1856年、父親は鉄道工事の関係で、ミズーリ州に転勤になり、家族はフィラデルフィアの都会から、カンザスシティ郊外の辺境の地に転居した。
ミラーは家はこの地ハイグローブ長老教会に出席したが、ミラーは17歳になった時には、この教会で堅信礼（信仰告白）を行った。この頃ミラーは母親の影響のもとで、将来教職者になることを決意して、上級学校への準備を始めた、ミラーの弟ウィリアムと一緒にセントルイスにあるワシントン大学に入学して、ラテン語、ギリシャ語の初歩を学び始めた。
1863年の秋、南北戦争の戦火から逃れるために、ワシントン大学を中退して、フィラデルフィアに戻り、少年から青年にいたるまで、8年間を過ごした。ミラーはプリンストン大学に入学するために、一年間予備校に通い、1864年9月に編入試験を受けて、第二学年に編入した。その同級生に、O・M・グリーンがいた。1867年に、ミラーとグリーンはプリンストン大学を卒業して、プリンストン神学校に入学した。その後、ウィリアム・インブリーも入学してきた。
こうして、ミラー、グリーン、インブリーの三人は教職者になるために、神学の基礎、専門科目を履修する。当時の、プリンストン大学にはチャールズ・ホッジがいた。1870年6月6日に、ニューヨーク長老会の按手礼を受けて、母校のプリンストン大学から修士(MA)の学位を受けた。
1872年始めに、米国長老教会海外伝道局から日本派遣宣教師の募集があり、これに応じて合格して、1872年6月海外伝道局から正式に日本派遣宣教師に任命された。サンフランシスコからジャパン号に乗って、米国派遣長老教会派遣の7番目の宣教師として横浜に着いた。
当時日本には、ヘボン、タムソン、カロザース、ルーミスがいた。ルーミスだけが横浜に迎えに来た。ミラーは横浜のヘボン邸で、行われていた私塾(ヘボン塾)で英語を教えていた、オランダ改革派の宣教師メアリー・キダーに出会った。

### 結婚

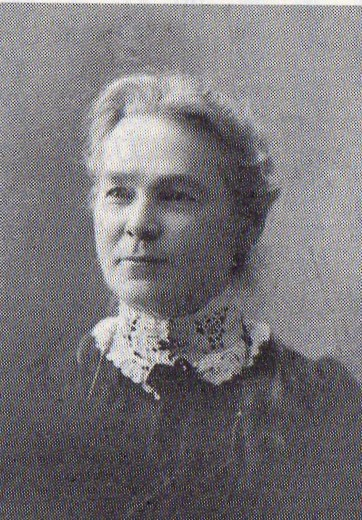
1873年に結婚した妻メアリー・キダー

1873年(明治6年)7月10日、長老派の海外伝道局のS・R・ブラウンの司式により、オランダ改革派教会婦人宣教師のメアリー・キダーと横浜の友人宅で結婚式を挙げる。二人は山手234番Aの西洋住宅を購入する。所属団体の異なる宣教師との結婚により所属問題起こり、最終的に妻の女子教育事業に全面的に協力するために、10月1日に米国長老ミッションを辞任して自給宣教師になる。
1875年(明治8年)6月に校舎と寄宿舎が完成し、学校はフェリス・セミナリーと命名され、14名の生徒をもって開校式を迎えた。夫妻は自宅から、学校に転居した。これをきっかけにミラーは7月に夫人の所属団体のアメリカ・オランダ改革派教会に転籍した。そして、フェリス・セミナリー、ブラウン塾で聖書を講義し、ユニオン・チャーチでも説教をするようになる。
1879年5月メアリー夫人の来日10周年の休暇に合わせて、ミラーはアメリカに夫婦で帰国した。ミラー夫妻はフィラデルフィア郊外のミラーの妹宅を拠点に全米各地を訪ね1年半をアメリカで過ごし、1881年4月に横浜港に帰着した。
二年ぶりに戻ると、フェリス・セミナリーが普通の学校に変貌したことにメアリーはショックを受けた。一時は、先志学校に校舎を譲ることを真剣に考えた。そこで、ユージーン・ブース夫妻を招聘し、ブースに後事を託して、フェリス・セミナリーの経営から離れた。

### 東京
1881年7月ミッション宣教拠点の東京ステーションに戻り、築地居留地20番のスコットランド一致長老教会宣教師館に転居した。ミラーは東京一致神学校の教授に就任する。
ミラー夫妻は1882年に築地居留地29番に壮大な洋館を建てて伝道活動を行うことになった1883年4月16日の第二回宣教師大会で、メアリーは分科会で「女性と教育」と題する講演を行った。1884年にミラーが東京一致神学校の教授を辞任して、直接伝道に多くの時間を割くようになった。1884年初めには上州高崎を訪問し、11月には高知を訪問して一ヶ月半滞在した、1885年ミラー夫妻が高知を訪問した時に、高知教会が誕生した。ミラーが初代仮牧師に選ばれ、二ヶ月高知に留まった1886年1月には三度目に高知を訪問し、長老片岡健吉の紹介で民家に4月半ばまで来在した。米国南長老教会のグリナンとR・E・マカルピンに後事を託して高知伝道に区切りをつけた。その後仙台に行き、押川方義の伝道を応援した。
1886年4月に東京一致神学校、東京一致英和学校、英和予備校の三校が合同宣教師委員会で決定され、明治学院として開校したその時、ミラーが再び神学部講師になった。
1887年にミラーは肺炎かかり回復後に、主治医の勧めで北海道に約２ヶ月間出かけた。スミス女学校(北星学園)の開校式出席した。その場には、新島襄・八重夫妻も出席していた。

### 盛岡
仙台の押川方義が訪ねてきて東北の拠点である盛岡に伝道を要請した。メアリー夫人は反対したが、押川が三浦徹を説得して、ミラー夫妻と三浦一家が盛岡へ赴任することになった。
1888年(明治21年)6月からミラー夫妻は盛岡に着任する。メアリーは『喜びの音』『小さき音』の雑誌発行を続けながら、夫のバイブルクラス、英語クラスを手伝った。翌年、1889年(明治22年)7月には35人の信徒と集会を持つようになった。
1892年(明治29年)5月、ミラー夫妻は二度目の休暇でアメリカに帰国した。1893年(明治30年)12月に、盛岡に戻り牧師館、宣教師館の建設に取り掛かり、1894年(明治31年)2月に完成した。

### 死去
1900年(明治33年)メアリー夫人が乳がんの治療をする。その後、療養のために1902年(明治35年)に東京に戻る。1904年に夫婦で三度目の帰国をする。1906年に日本に戻ると、日本永住のために麹町区(現・千代田区麹町)平河町に洋館建てて住むことになった。
1909年(明治42年)「宣教開始五拾年記念会」が外国宣教団と日本人教会の教会で開かれた。ミラー夫妻は記念会の実行委員長として奉仕した。
1910年(明治43年)6月25日にメアリーは、平河町の自宅で76歳で亡くなる。
メアリーの死後、ミラーは明治学院の理事を続けるが、再び地方伝道に携わる。1912年井深梶之助宅でミラーの来日40周年記念祝賀会が行われる。
1914年春、ミラーは4回目の休暇でアメリカに帰国する。在米中にホープ大学より神学博士が贈呈された。日本に帰る準備をしていたが、1914年8月7日ニューヨーク州ロングアイランドの甥の家で、心臓発作で死去し、ウェスト・フィラデルフィアの墓地に埋葬された。死後、遺言により、東京YMCA、日本YMCA、日本基督教会伝道局、三浦徹の家族へ総額10万ドルが寄付された。